# Prohići
Prohići är en ort i Bosnien och Hercegovina.   Den ligger i entiteten Republika Srpska, i den östra delen av landet, 80 km öster om huvudstaden Sarajevo. Prohići ligger 324 meter över havet och antalet invånare är 131. Den ligger vid sjön Perućačko Jezero.
Terrängen runt Prohići är kuperad norrut, men söderut är den bergig. Prohići ligger nere i en dal. Runt Prohići är det ganska tätbefolkat, med 104 invånare per kvadratkilometer.. Närmaste större samhälle är Srebrenica, 14,2 km norr om Prohići. 
I omgivningarna runt Prohići växer i huvudsak lövfällande lövskog.